# KwaNdebele
KwaNdebele is een voormalig thuisland in het noordoosten van Zuid-Afrika, in het centrum van de voormalige Zuid-Afrikaanse provincie Transvaal. De hoofdstad was Siyabuswa. Het was het thuisland van de Zuid-Ndebele.
Kwandebele kreeg "zelfbestuur" op 1 april 1981. Op 27 april 1994 werd het, samen met de negen andere thuislanden, herenigd met Zuid-Afrika.